# Storstrømsbroen
Storstrømsbroen är en 3 199 meter lång väg- och järnvägsbro i Danmark över Storstrømmen mellan Själland och Falster. Den projekterades av Anker Engelund och invigdes 1937. En ny ersättande bro är under byggnad.
Vägen är numera en lokal väg, men före 1985 var den en huvudväg mellan Själland och öarna söderom, samt mellan Själland och Västtyskland. Det året invigdes Faröbron med motorväg. Storstrømsbroens vägbana är smal, mindre än 6 meter.
Järnvägen är fortfarande en huvudjärnväg, kallad Sydbanen, och ska bli dubbelspårig (vilket bortsett från Storstrømsbroen byggs 2016–2021 Ringsted–Nykøbing och senare Nykøbing–Rødby) till Fehmarn Bält-förbindelsens öppning (vilket är försenat, men kan förväntas år 2029). Det var tidigare planerat att låta bron vara kvar som den är, alltså med enkelspår.
Järnvägen över bron stoppades för trafik mellan 19 oktober och 20 november 2011 omedelbart efter en inspektion där man fann skador på bron. Först i början av 2012 kunde de tyngre tågen med diesellok och dubbeldäckarvagnar, som tidigare använts, åter gå där. Efter detta har Banedanmark startat en utredning om hur bron skall repareras eller om en ny förbindelse måste byggas. Regeringen reserverade i augusti 2012 cirka 4 miljarder DKK till en ny bro.
I mars 2013 beslutades om den nya brons utformning. Den får två spår, två vägfiler och en cykelbana. Den började byggas hösten 2018 och beräknades vara klar år 2022. Bygget är försenat och Transportministeriet bedömer att bron kan öppnas för biltrafik i slutet av 2025 och för tågtrafik i början av 2027.